# تايلور دونكان
تايلور دونكان (بالإنجليزية: Taylor Duncan)‏ هو لاعب كرة قاعدة أمريكي، ولد في 12 مايو 1953 في ممفيس في الولايات المتحدة، وتوفي في 3 يناير 2004 في آشفيل في الولايات المتحدة.

## وصلات خارجية
- تايلور دونكان على موقع دوري كرة القاعدة الرئيسي (الإنجليزية)
- تايلور دونكان على موقع الدوري الياباني لكرة القاعدة (الإنجليزية)
- تايلور دونكان على موقعبيزبول رفرنس.كوم (الدوري الرئيسي) (الإنجليزية)
- تايلور دونكان على موقعبيزبول رفرنس.كوم (الدوري الثانوي) (الإنجليزية)
- تايلور دونكان على موقع إي إس بي إن.كوم (أم.أل.بي) (الإنجليزية)
- تايلور دونكان على موقع مشجعي الرسوم البيانية (الإنجليزية)